# Печера Героспілос
35°23′04″ пн. ш. 24°43′46″ сх. д. / 35.384454° пн. ш. 24.729562° сх. д.
Печера (села) Мелідоні (грец. Σπήλαιο Mελιδoνίoυ), відома як Героспілос (грец. Γερόσπηλος), або Геронтоспільос (грец. Γεροντόσπηλιος) знаходиться в межах нома Ретімнон на острові Крит. Згадується в стародавній міфології і має археологічний інтерес. Пов'язана з героїчним і, одночасно, трагічним епізодом Грецької революції.

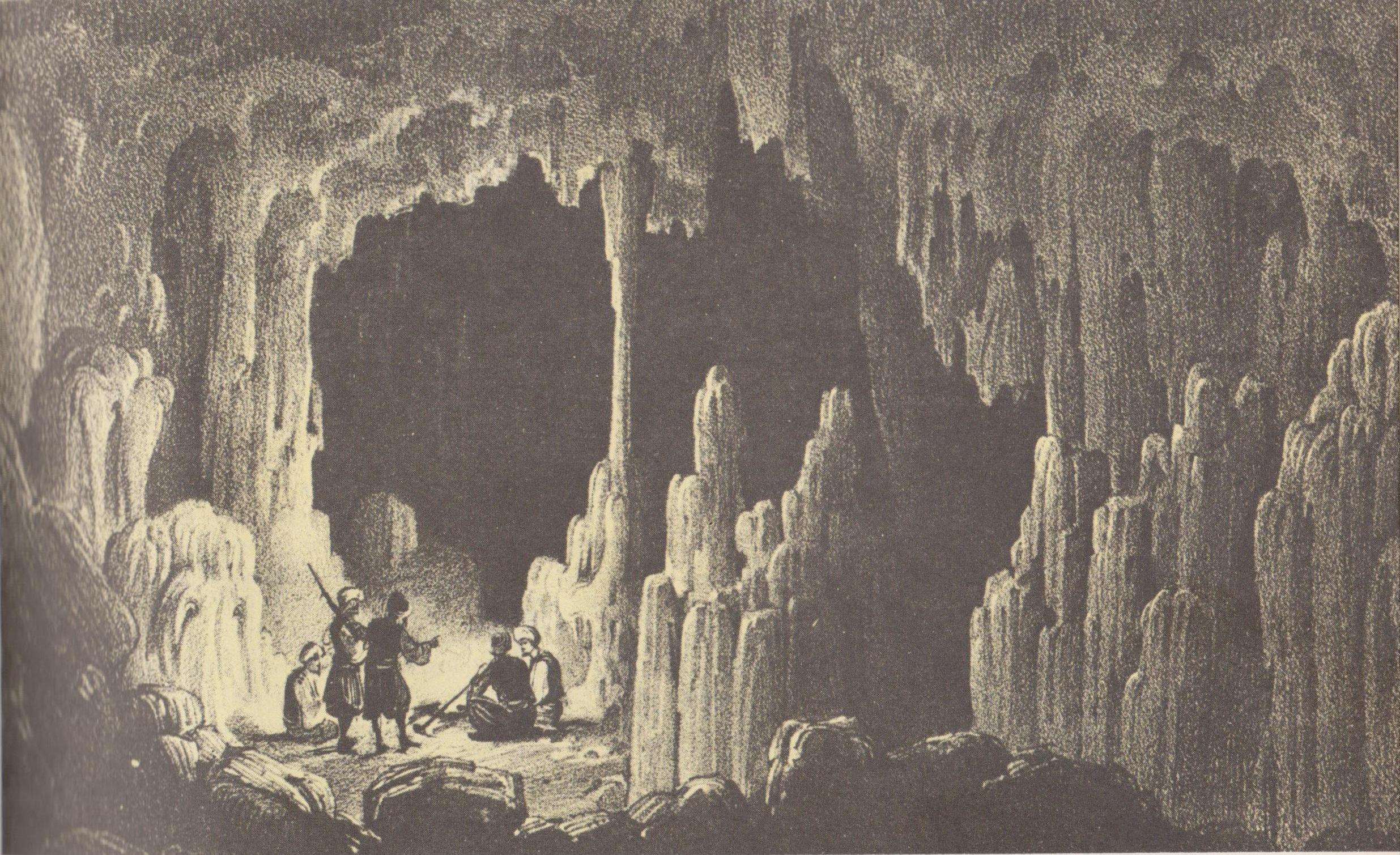
Печера Героспілос. Гравюра з книги Роберта Пашлі «Подорожі на Криті». — Лондон, 1837

## Історія
Печера знаходиться в 1800м від села Мелідоні на висоті 220м.
Згідно міфології, тут жив бронзовий гігант Талос (вітязь), подарований Зевсом царю Міносу, для охорони Криту.
У 192 р. в печері знайдені знаряддя епохи пізнього неоліту. 
У середньомінойський період (2100–1600 до н. е.) печера використовувалася як святилище жіночого божества, в 1940 р. тут знайдено бронзову сокиру цього періоду.
У стародавній і римський період печера служила місцем поклоніння «Талоському Гермесу». Печера була важливим святилищем, оскільки знаходилася між трьома великими стародавніми містами: Аксос, Елефтерна та Гривілос.
Багато з археологічних знахідок зберігається в археологічному музеї міста Ретімнон.

## Масакра Героспілосу
Під час Грецької революції, в серпні 1823 р., 3 тисячі критських повстанців билися з 12 тисячами турок і критських мусульман Хусейн-бея поблизу Амургелес. Повстанці зазнали поразки, залишивши на полі бою 150 чоловік убитими. Хусейн, спалюючи села на своєму шляху, повернувся до Іракліону. У жовтні він рушив до Ретімнону і вирішив розташуватися в Мелідоні. При його наближенні, цивільне населення сховалося у найближчій печері. Дізнавшись що там сховалися 370 жінок і дітей, під захистом 30 озброєних, Хусейн обклав вхід до печери. Знаючи про очікувану долю жінок і дітей, нечисленні захисники відчайдушно чинили опір. «Впродовж 3-х місяців Хусейн осаджував печеру, обстрілюючи вхід із гармат і роблячи атаки, одну за другою». 
Захисники не здавалися. На початку січня 1824 р. турки пробили отвір над печерою і стали скидати туди «смердючі матеріали». На додаток до цього, при сприятливому для них вітрі, турки розвели вогнища біля входу в печеру, наганяючи туди дим.
Ніхто з обложених захисників, жінок і дітей не вийшов з печери. Усі надали перевагу смерті від задухи, ніж мукам і ганьбі.
Німецький історик Карл Мендельсон-Бартольди (Carl Wolfgang Paul Mendelssohn Bartholdy, 1838–1897) у своїй «Історії Греції з 1453 по 1874 рік» писав:
Коли греки, після великих перипетій, відвоювали Мелідоні і печеру,  жахливою була сцена, коли вони побачили тут кістки своїх близьких. Над зламаними і обвугленими останками, вони дали страшну клятву помститися невірним варварам.
За 43 роки, у 1867 р., Г. Пападопетракіс, член революційної ради Криту тих років, відвідавши печеру писав:
їхні черепи було складено пірамідою усередині цієї страшної печери

## Сьогодення
Дорога від Мелідоні веде до церкви Благовіщення Пресвятої Богородиці, побудованої перед печерою на честь жертв 1824 р.
Геологію і клімат печери досліджували Г. Марінос і В. Кір'язопулос в 1939 р.
У 1964 р. печеру було детально досліджено і відбито на картах президентом Грецького спелеологічного товариства, Ганною Петрохілу.
Центральний «Зал Героїв» має розміри 44×55×10-25 м. Між сталактитами і сталагмітами тут знаходиться маленький Осуарій загиблих в 1824 р.
Від цього залу йдуть два відгалуження. Більше спрямоване на схід і має довжину в 30 м. Менше має північний напрям і закінчується «безоднею Петрохілос».

## Виноски
1. ↑  Σπήλαιο Mελιδoνίoυ ή Γεροντόσπηλιος | Sportsmag. Архів оригіналу за 17 червня 2015. Процитовано 14 червня 2015.
2. ↑  Γεροντόσπηλιος — Αρκάδι — Πατσιανό Φαράγγι — Το Νησι, Ταξίδι & Εξερεύνηση, Διαδρομές — CRETAZINE ♥ Η Κρήτη όπως τη ζούμε. Архів оригіналу за 17 червня 2015. Процитовано 14 червня 2015.
3. ↑  Σπήλαιο Μελιδονίου | Σπήλαια Ρεθύμνου | Σπήλαια| Κρήτη | Crete. Архів оригіналу за 5 листопада 2013. Процитовано 23 березня 2022.
4. ↑  Δημήτρης Φωτιάδης, Η Επανάσταση του 1821, τομ. 'Β, σελ. 410, εκδ. Μέλισσα 1971
5. ↑  Архівована копія. Архів оригіналу за 25 грудня 2014. Процитовано 14 червня 2015.{{cite web}}:  Обслуговування CS1: Сторінки з текстом «archived copy» як значення параметру title (посилання)